# Brahim Guendouz
Brahim Guendouz, né le 8 mai 1999, est un céiste handisport algérien, champion paralympique à Paris en 2024.

## Biographie

### Carrière
Brahim Guendouz est le premier Algérien et le premier Africain à participer à une épreuve de paracanoë aux Jeux paralympiques à Paris en 2024, après avoir remporté la médaille de bronze sur 200 mètres KL3 aux championnats du monde de 2023 à Duisbourg et la médaille d'argent aux Championnats d'Afrique de 2023 à Abuja. Il remporte lors de ces Jeux la médaille d'or sur 200 mètres KL3.

## Palmares
•  médaille de bronze sur 200 mètres KL3 aux championnats du monde de 2023 à Duisbourg